# Gerdshagen
Gerdshagen település Németországban, azon belül Brandenburgban. Lakosainak száma 464 fő (2023. december 31.).

## Népesség
A település népességének változása:
| Lakosok száma | 493  | 492  | 467  | 465  | 464  |
|               | 2017 | 2019 | 2021 | 2022 | 2023 |